# Gyllene Uttern

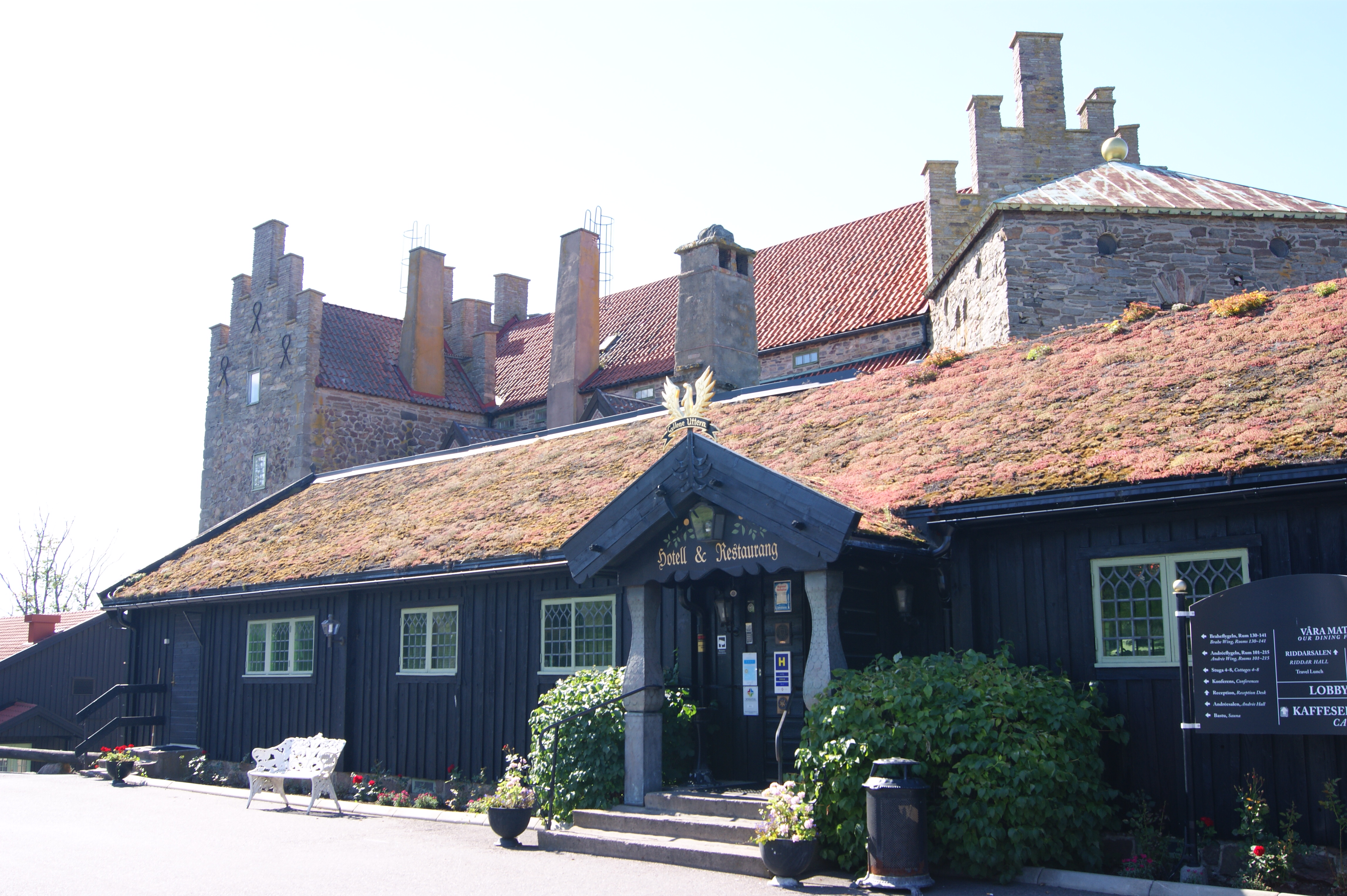
Gyllene Uttern.

Gyllene Uttern är ett hotell med restaurang söder om Gränna invid Vätterleden, med utsikt över Vättern och södra delen av Visingsö. Det är Sveriges äldsta landsvägshotell.
Den tidigare huvudvägen, som idag benämns Grännavägen, har idag ersatts av motorvägen E4. Där de båda vägarna korsar varandra har en trafikplats (nummer 103) anlagts med namn efter det närbelägna hotellet.

## Historia

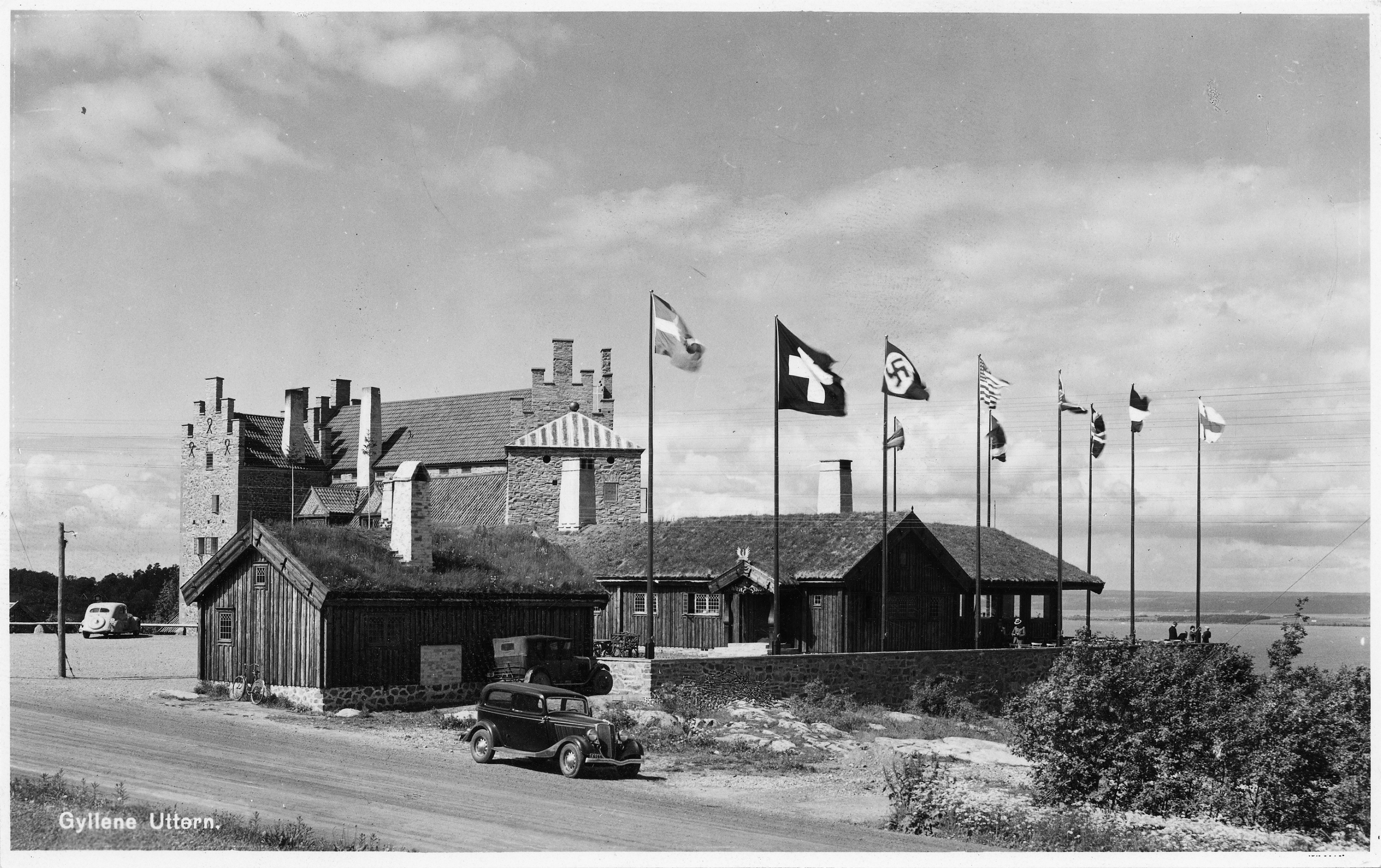
Gyllene Uttern, exteriör någon gång mellan 1935 och 1945.

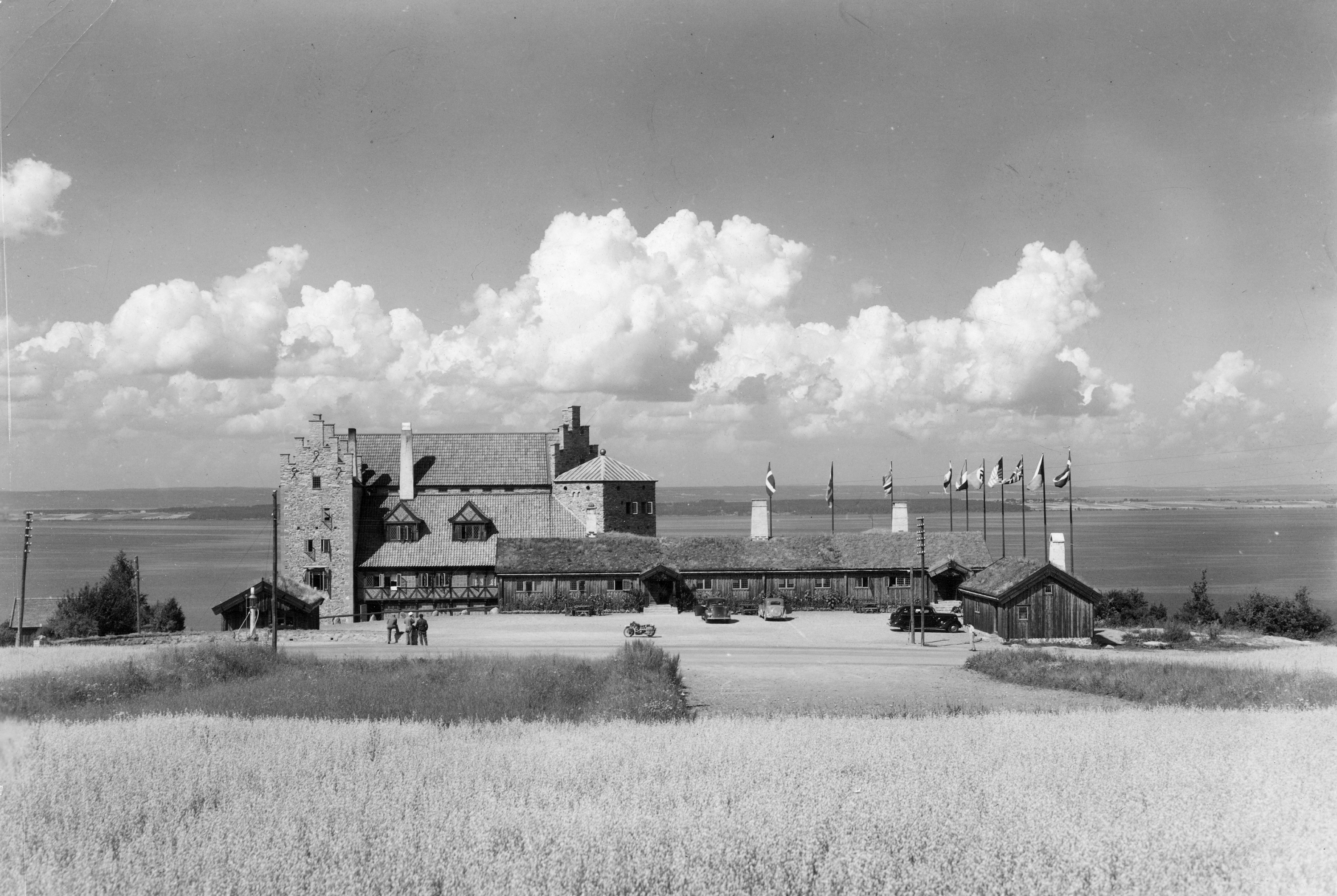
Exteriörbild efter ombyggnaden 1937.

Det ursprungliga kaféhuset uppfördes under tidigt 1930-tal av ryttmästare Rolf Gyllensvaan (1891–1967), innehavare av Västanå fideikommiss, på vars marker anläggningen ligger. Gyllensvaan hette ursprungligen von Otter, men enligt reglerna för fideikommisset hade han bytt efternamn, då han tillträdde detta. Anläggningens namn anspelar på detta förhållande.   
Gyllensvaan hade noterat att platsens läge utefter dåvarande huvudvägen mellan Stockholm och Skåne gjorde att bilturister gärna rastade där. 1930 byggde han därför ett café i form av en kopia av Bollnässtugan på Skansen samt några övernattningsstugor.
Hotellet byggdes från början som en imiterad medeltidsborg och invigdes midsommarafton 1933. Under 1937 byggdes hotellet om i riddarborgstil, samtidigt tillkom campingstugor efter amerikansk förebild. Inredningen går i samma stil, med riddarrustningar och medeltidsinspirerade takmålningar. 
Takmålningarna utfördes av dekorationsmålaren John Winberg. 
Under framför allt 1950- och 60-talen var hotellet en populär plats för bröllop. Gyllene Uttern finns med i Ingmar Bergmans film Smultronstället från 1957.
Gyllensvaans son Rolf von Otter drev rörelsen 1957–1969. 
Hotellet har senare haft andra ägare. Från 1998 tillhörde det
Gyllene Uttern Hotel Group,
som i mars 2021 försattes konkurs. Anledningarna till detta uppgavs vara coronapandemin i kombination med detta bolags tidigare ägares bortgång. I maj 2021 köptes verksamheten av Jula Holdings och Gyllene Uttern är sedan dess en del i kedjan Jula Hotell.